# Gustave Fornier de Saint-Lary
Gustave Joseph Pierre Fornier de Saint-Lary est un homme politique français né le 4 février 1796 à Tarbes (Hautes-Pyrénées) et décédé le 27 octobre 1870 à Toulouse (Haute-Garonne).

## Biographie
Fils de Bertrand Fornier de Saint-Lary, ancien député, il suit une carrière militaire qui l'amène jusqu'au grade de colonel d’état-major. Chef de cabinet du ministre de la Guerre de 1848 à 1849, il est député des Hautes-Pyrénées de 1849 à 1851, siégeant à droite.

## Sources
- Ressource relative à la vie publique :   - Base Sycomore
- « Gustave Fornier de Saint-Lary », dans Adolphe Robert et Gaston Cougny, Dictionnaire des parlementaires français, Edgar Bourloton, 1889-1891 [détail de l’édition]